# 伊号第五十三潜水艦
| 画像をアップロード |                                                                              |
| 艦歴               |                                                                              |
| 計画               | 昭和17年度計画（マル追計画）                                                 |
| 起工               | 1942年5月15日                                                                |
| 進水               | 1942年12月24日                                                               |
| 就役               | 1944年2月20日                                                                |
| その後             | 1946年4月1日海没処分                                                         |
| 除籍               | 1945年11月30日                                                               |
| 性能諸元           |                                                                              |
| 排水量             | 基準：2,095トン 常備：2,564トン 水中：3,644トン                              |
| 全長               | 108.7m                                                                       |
| 全幅               | 9.30m                                                                        |
| 吃水               | 5.12m                                                                        |
| 機関               | 艦本式22号10型（過給器付き）ディーゼル2基2軸 水上：4,700馬力 水中：1,200馬力 |
| 速力               | 水上：17.7kt 水中：6.5kt                                                     |
| 航続距離           | 水上：16ktで21,000海里 水中：3ktで105海里                                    |
| 燃料               | 重油                                                                         |
| 乗員               | 94名                                                                         |
| 兵装               | 40口径14cm単装砲2門 25mm機銃連装1基2挺 53cm魚雷発射管 艦首6門 九五式魚雷17本 |
| 航空機             | なし                                                                         |
| 備考               | 安全潜航深度：100m                                                           |

伊号第五十三潜水艦（いごうだいごじゅうさんせんすいかん）は、日本海軍の潜水艦。伊五十二型潜水艦（丙型改潜水艦）の2番艦。艦名としては二代目。回天攻撃隊として活躍した。
初代伊53については伊号第百五十三潜水艦、または伊百五十三型潜水艦を参照のこと。

## 艦歴
1941年（昭和16年）の昭和17年度計画（マル追計画）により呉海軍工廠で1942年（昭和17年）5月15日起工、1942年12月24日進水。1944年（昭和19年）2月15日、豊増清八少佐（海兵59期）が艤装員長に着任。1944年2月20日に竣工し、豊増少佐は艦長に着任。呉鎮守府籍となり、訓練部隊の第六艦隊第11潜水戦隊に所属し訓練に従事。
4月、海軍が開発した水陸両用戦車、特四式内火艇を使った特攻作戦竜巻作戦の支援にあたるべく準備を行うものの、特四式内火艇の完成度が低く、実用に耐えないと判明したため作戦は中止された。
5月15日、伊53は呉を出港し、佐伯寄港後カビエン北東方面に進出。5月19日第15潜水隊に編入される。6月28日、燃料タンクから燃料が漏れているのを発見したため哨戒を打ち切ってトラックに向かう。7月2日にトラックに到着。15日、第7潜水戦隊司令の大和田昇少将（海兵44期）を乗せて呉に向かう。25日に呉に到着した後、佐世保へ移動。28日に佐世保に到着し、修理を受ける。修理完了後、呉に戻った。
10月19日、伊53は捷号作戦に参加するために呉を出港し、レイテ島東方へ進出。11月4日0100、マニラ東方650浬地点付近で米駆逐艦と遭遇し38時間にわたって爆雷攻撃を受ける。このため、深度150mまで潜航して退避する。22日、伊53は呉に帰投した後、回天搭載工事を受ける。
12月27日、伊53は回天特別攻撃隊(金剛隊)の1隻として呉を出港する。1945年1月12日0000、パラオ・コッスル水道沖で浮上して回天搭乗員を各艇に搭乗させてから潜航。0349、コッスル水道から4浬離れた海域に到着し、1番艇の久住宏中尉（海兵72期）艇を発進。それからまもなく、爆発音を聴取。これは、発進直後に艇尾の機械室で機関のピストンが破裂して爆発したためで、海中の火の光は伊53の潜望鏡一杯に写った。機関に送られる酸素により火炎を噴きながら浮上した久住艇は、発進から約5分後に自沈した。続いて3番艇の久家稔少尉（兵科4期）艇の発進命令が出るも、機関が始動せず発進に失敗。続けて2番艇の伊東修少尉（海機54期）艇、4番艇の有森文吉 上等兵曹艇の順番に回天を発進させる。それから20分後、2つの爆発音を聴取。潜望鏡で敵基地施設に命中したことを確認した。それからすぐに回天搭乗員救助のために危険を承知で浮上。3番艇を調べた結果、3時間余りの搭乗による高温と、浸水した海水と燃料の混合により発生したガスにより久家少尉が意識を失っているのを発見した。伊53潜は久家少尉を救出して収容。そのまま急速潜航して南へ向かった。その頃、米戦車揚陸艦LST-225は水道内にある礁湖の中で停泊中、前方で停泊中の姉妹艦LST-131の後方海面に筋を引く波を発見した。魚だと思って見ていたところ、0701にLST-131が突然砲撃を始めたので回天と気付き、LST-225も艦首前方800mに来た回天へ射撃を開始した。水面上を浮上航走する回天の進路上には米工作艦プロメテウス(USS Prometheus, AR-3)が停泊していた。回天はLST-225の艦首を右舷側に通過し、横500mを通り過ぎようとしたので、同艦は装備する全ての砲火をこの回天に撃ち込んだ。命中弾が多数あったものの、0703に回天は浮上したまま向きを変えてLST-225に真横から接近し、45mまで追って0705に大爆発した。爆発で100mもの黒い水柱があがり、LST-225は大きく揺さぶられてハッチ蓋が吹き飛び、甲板上の乗員は薙ぎ倒された。
同日夜、パラオ西方沖合に到達した伊53は残された回天を海中投棄した。26日、呉に帰投して整備を受ける。この時、前部14cm砲を撤去し、空いた前甲板に回天2基を搭載し、合計6基搭載となった。また、13号電探とシュノーケルの設置が行われた。2月1日、大場佐一少佐（海兵62期）が艦長に着任。整備完了後、伊53は大津島に移動。
3月30日、伊53は回天特別攻撃隊(多々良隊)の回天6基を積んで大津島を出港し、光へ航行しながら祝島付近で潜行試験を実施して浮上したところ、B-29が敷設した磁気機雷に触れて中央部耐圧タンク、重油タンクを損傷。これにより4月1日に呉に入港し、呉工廠で修理を受ける。
7月9日、伊53は呉を出港し、13日に大津島に到着。14日、回天特別攻撃隊(多聞隊)の回天6基を搭載して大津島を出港し、台湾南東方面に進出。7月24日1400、ルソン島沖で敵輸送船団を発見。遠ざかる輸送船団へ向け1番艇の勝山淳中尉（海兵73期）艇を1425に発進した。同艇はアメリカ護衛駆逐艦アンダーヒル (USS Underhill, DE-682) を撃沈した。これは現在のところ回天の操縦者と具体的な戦果が結びついた唯一のケースとなった。7月27日1300、聴音からの「どうも周りが異常にザワザワしている」との報告があり、慎重に潜望鏡観測をしたところ、南下中の米大規模輸送船団の内部にいることが判明。直ちに伊53は静かに、急いで総員配置に就いた。大場艦長は咄嗟のことであり、またあまりにも至近距離であるために魚雷も回天も使えず、一旦輸送船団の外に出てから攻撃しようと判断した。一方、船団側も潜望鏡を発見したらしく、兵員が砲を操作する姿が見えたが、密集した船団であるため砲撃すれば味方を傷つける。同じ理由で爆雷攻撃もできない。回避しようとして隊列を乱せば衝突する危険があるので、こちらも攻撃ができない状況となっていた。これにより伊53は敵からの攻撃を受けることなく、舶団の後方に離脱したものの、攻撃準備が整ったときは距離が開いており、魚雷攻撃は難しくなっていた。そのため、2番艇の川尻勉 一飛曹（甲飛13期）艇を発進。1時間後に爆発音と目標の方向に上がる黒煙を確認した。8月4日0030、台湾南東400浬地点を潜航哨戒中の伊53は突然爆雷攻撃を受ける。これは、沖縄からレイテに向かっていたLST25隻で編成された輸送船団を護衛していた米護衛駆逐艦アール・V・ジョンソン (USS Earl V. Johnson, DE-702) が0023に伊53を発見していたためで、同艦は船団を退避させて爆雷攻撃を行っていた。 0140には同じ船団を護衛していた米指揮護衛艇PCE(R)-849もやってきて爆雷攻撃に参加する。
伊53は頻繁な転舵と深度変更で爆雷を回避するも、爆雷が艦底の近くで爆発し、主蓄電池が破損した。これにより一切の動力が停止して行動不能となり、艦内の電灯は消えた。それでも、乗員の必死の応急修理で何とか動力を回復できた。このままではいずれ撃沈されると判断した大場艦長は回天の発進準備を命じた。0230、5番艇の関豊興少尉（兵科1期）艇が発進。20分後、爆発音を聴取した。この頃、アール・V・ジョンソンは左舷側方から迫る魚雷を発見した。この「魚雷」は艦首前方至近を通過し、数秒後爆発して大きな黒煙を上げた。
伊53は関艇が発進した後も爆雷攻撃を受け続けた。発進待機中の4号艇の高橋博 一飛曹（甲飛13期）艇では爆雷攻撃の衝撃で回天の機関始動に使う四塩化炭素の容器が破損して気化したガスが漏れ、高橋 一飛曹は中毒を起こして意識を失った後、それに気が付いた乗員により救助された。回天の爆発音を聴取した伊53は、0300に3号艇の荒川正弘 一飛曹（甲飛13期）艇を発進。0332に爆発音を聴取した。その頃、アール・V・ジョンソンは爆雷14個を投下した。投下を完了した後、同艦は水中で起きた大爆発音を聞き、暗闇の中に大きな白煙が見えた。爆発の衝撃はあまりにも激しく、アール・V・ジョンソンの主機械1基が作動しなくなった他、操舵機も故障。同艦は残る主機械1基だけで行動せざるを得なくなり、応急操舵に切り替えて現場を離れることにした。
伊53は荒川艇が発進した後も爆雷攻撃を受け続けた。発進待機中の6号艇の坂本雅俊 一飛曹（甲飛13期）艇では爆雷攻撃の衝撃で酸素管に亀裂が入って高圧酸素が漏れ出した。艇内の気圧が上昇して苦しむ坂本 一飛曹は発進を催促した。やがて発進命令が下ったため機関の始動操作を行うも始動に失敗し、冷走。そのため推進器を命令により停止させたが、艇内の気圧がさらに高まり、そのまま意識を失った後、それに気が付いた乗員により救助された。回天の爆発音を聴取した後しばらくして、敵艦の推進器音が消えたのを聴取。同日夜に伊53は浮上して被害を調査した結果、かなり損傷していたものの作戦行動可能と判断し、哨戒を続けた。12日、伊53は大津島に到着して残った回天2基と坂本 一飛曹と高橋 一飛曹および整備員を降ろした後呉に移動。13日に呉に帰投した。伊53はそのまま呉で終戦を迎えた。
戦後は光と呉の間を1往復した後佐世保に回航され、11月30日除籍。翌1946年4月1日、北緯32度37分 東経129度17分 / 北緯32.617度 東経129.283度の五島列島沖で日本潜水艦を処分する「ローズエンド作戦」に参加し、アメリカ軍の実艦標的として海没処分となった。
撃沈総数は1隻、1,400トンである。また、軍艦1隻、1,625トンに損傷を与えた。

### 沈没艦の発見
平成29年9月7日、五島列島沖で沈没艦の調査をしていたラ・プロンジェ深海工学会が本艦及びその他の艦の艦種を特定したと発表した。これにより沈没地点が特定された。2017年現在は上下逆さまの状態で沈んでいる。

## 歴代艦長
※『艦長たちの軍艦史』421頁による。

### 艤装員長
1. 豊増清八 少佐：1944年2月15日 -

### 艦長
1. 豊増清八 少佐：1944年2月20日 -
2. 大場佐一 少佐：1945年2月1日 -

## 登場作品
- 人間魚雷出撃す（1956年）
- 潜水艦イ-57降伏せず（1959年）
- 特攻の島（2004年〜2017年連載）